# Eucheria
Œuvres principales
Vers satiriques contre un certain prétendant
Eucheria, ou Euchérie, est une poétesse du Ve siècle ayant vécu en Gaule, et connue par une seule épigramme satirique, en latin, de trente-deux vers, Satirici versus in quendam procum, ou Vers satiriques contre un certain prétendant.

## Biographie
Eucheria vivait en Gaule, probablement à l'époque de Sidoine Apollinaire, au cercle duquel elle semble avoir appartenu . La seule œuvre que nous lui connaissions, mi-épigramme, mi-énigme, dans laquelle elle s'indigne qu'un homme de peu ait osé solliciter sa main, ou ses faveurs, suggère qu'elle était de haute naissance. Ce n'est pas une raison suffisante pour identifier la poétesse avec l'épouse homonyme de Dynamius le Patrice : cette dernière mourut en 605/606 et rien n'indique qu'elle ait cultivé la poésie. Eucheria l'épigrammatiste était assez vraisemblablement issue de la famille aristocratique provençale qui produisit saint Eucher (mort entre 449 et 455), important écrivain ecclésiastique, qui fut moine à Lérins avant de devenir évêque de Lyon.

## Œuvre
Le poème consiste en une série d'adynata, énumérés au long de seize distiques, et trouve son modèle dans la huitième églogue de Virgile ou l'épode XVI d'Horace . Les adynata, au nombre de vingt-sept, ce qui en fait la série la plus longue de toute la poésie latine connue, sont disposés selon un plan soigneusement conçu. Les appariements impossibles s'accumulent avec virtuosité jusqu'à l'ultime impossibilité, celle d'une relation entre Eucheria elle-même et son trop hardi prétendant :
Que l'agile hirondelle joue avec le sinistre vautour ;

que le rossignol fasse entendre le cri de la chouette ;

que la sémillante perdrix épouse l'attitude renfrognée du hibou ;

que la blanche colombe niche avec le noir corbeau...

que l'ordre de la nature soit renversé et que tout ce qui lui est contraire devienne la règle ;

Alors un misérable esclave, attaché à la glèbe, pourra solliciter les faveurs d'Euchérie !
— vers 27-32, traduction d'Ernest Raynaud
Le vocabulaire utilisé dans le poème témoigne de la diversification régionale du latin, processus devant conduire aux différentes langues gallo-romanes. Le poème contient plusieurs néologismes : sericeum, nullificare, crassantus, cavannus. Crassantus, ou craxantus, pourrait être mis en rapport avec le nom du crapaud en ancien provençal, graissan, ce qui donnerait une indication sur la région où vivait Eucheria,.